# Clickbait (miniserie)
Clickbait es una miniserie de televisión web de drama australiano-estadounidense, creada por Tony Ayres y Christian White. Ayres se desempeña como showrunner, mientras que Brad Anderson, Emma Freeman, Ben Young y Laura Besley son los directores de los episodios. Se lanzó por Netflix en 2021.

## Premisa
Clickbait explora las formas en que los impulsos peligrosos y descontrolados se alimentan en la era de las redes sociales y revela las fracturas cada vez mayores entre las personas virtuales y de la vida real. Está ambientada en los Estados Unidos pero filmada en Melbourne, Australia.

## Reparto
- Zoe Kazan como Pia Brewer
- Betty Gabriel como Sophie Brewer
- Adrian Grenier como Nick Brewer
- Phoenix Raei como Roshan Amir
- Abraham Lim como Ben Park
- Jessie Collins como Emma Beesley
- Ian Meadows como Matt Aldin
- Steve Mouzakis como Zach De Luca
- Daniel Henshall como Simon Oxley
- Motell Foster como Curtis Hamilton
- Jaylin Fletcher como Kai Brewer
- Cameron Engels como Ethan Brewer

## Producción

### Desarrollo
En agosto de 2019, se anunció que Netflix produciría una serie de 8 episodios creada y producida por Tony Ayres y Christian White, con David Heyman como productor bajo su compañía Heyday Television, con Brad Anderson como director principal.

### Elección del reparto
En diciembre de 2019, Zoe Kazan, Betty Gabriel, Adrian Grenier y Phoenix Raei se unieron al elenco de la serie. En febrero de 2020, Abraham Lim, Jessica Collins, Ian Meadows, Daniel Henshall, Motell Foster, Jaylin Fletcher y Cameron Engels también se unieron al elenco de la serie.

### Rodaje
La fotografía principal comenzó en diciembre de 2019. La producción de la serie se suspendió en marzo de 2020 debido a la pandemia de COVID-19. En noviembre de 2020, la serie reanudó el rodaje en Melbourne.